# Газопровод Казахстан — Китай

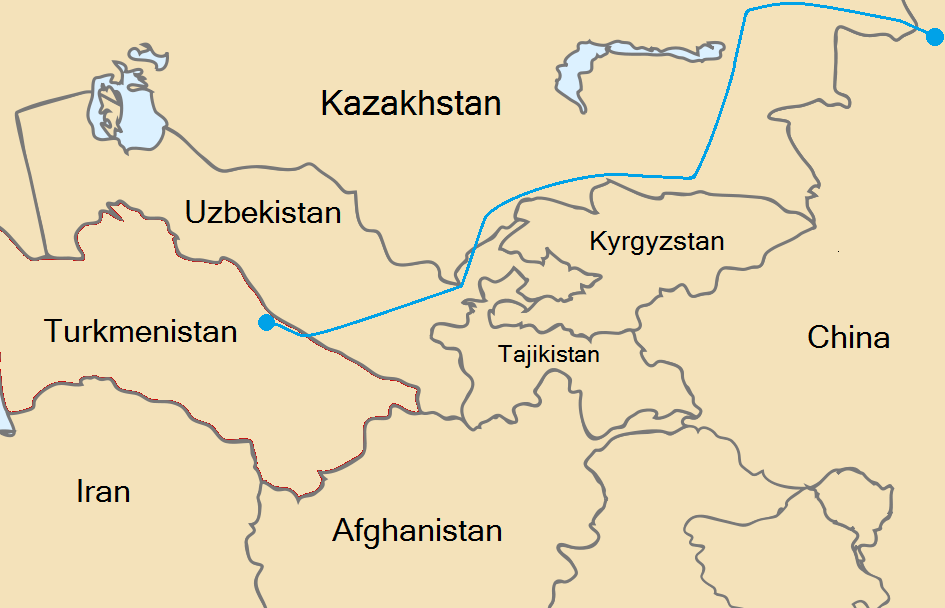
Газопровод Туркменистан — Китай

Газопровод Казахстан — Китай (каз. Қазақстан-Қытай газқұбыры) — это казахстанская часть газопровода Туркменистан — Китай.

## Описание
Магистральный газопровод Казахстан - Китай состоит из двух параллельных трубопроводов диаметром 1067 мм, общей протяженностью 1304,5 км. Казахстанская часть газопровода берёт начало от узбекско-казахстанской границы у городка Сарыагаш (в 15 км от Ташкента) и простирается через Шымкент далее на 650 км на восток по территории Казахстана и заканчивается на казахстанско-китайской границе в районе погранзаставы Хоргос.
Газопровод состоит из двух участков, пропускная способность первого, основного — 40 млрд м³ транзитного туркменского газа в год, он идёт от границы Узбекистана и Казахстана до границы Казахстана и Китая.
Второй, северный участок газопровода — Газопровод Бейнеу — Бозой — Шымкент пропускает 10 млрд м³ казахстанского газа в год. Эта часть газопровода Казахстан — Китай позволит газифицировать  Кызылординскую, Южно-Казахстанскую, Жамбылскую и Алма-Атинскую области Казахстана (5 млрд м³/год) и такое же количество (5 млрд м³/год) идёт на экспорт в Китай, пополняя основной поток.

## История
Первый участок газопровода запущен 7 сентября 2013 года. Второй участок — в ноябре 2015 года . В дальнейшем не исключается возможность поставки в Китай карачаганакского газа с запада Казахстана
.
12 октября 2018 года АО «КазТрансГаз» и компания «PetroChina International Company Limited» подписали  в Пекине 5-летний контракт об увеличении экспорта казахстанского газа до 10 млрд кубометров в год с 2019 года. В ближайшее время будут сданы в эксплуатацию три высокотехнологичные компрессорные станции, которые позволят увеличить пропускную способность магистрального газопровода «Бейнеу-Бозой-Шымкент» с 10 млрд до 15 млрд кубометров газа в год. Это позволит увеличить экспорт казахстанского газа только в Китай до 10 млрд кубометров, что принесет стране более $2 млрд валютной выручки в год .